# ميشيل هيمين
ميشيل هيمين (بالهولندية: Michiel Hemmen)‏ (28 يونيو 1987 بزانستاد في هولندا - ) هو لاعب كرة قدم هولندي في مركز الهجوم. لعب مع أغوف أبيلدورن ونادي إكسلسيور ونادي فولندام ونادي فيسترلو ونادي كامبور ونادي هكن ونادي فيندام.

## روابط خارجية
- ميشيل هيمين على موقع قاعدة بيانات كرة القدم.إي يو (الإنجليزية)
- ميشيل هيمين على موقع Soccerway.com (الإنجليزية)